# Colombières-sur-Orb
Colombières-sur-Orb là một xã thuộc tỉnh Hérault trong vùng Occitanie ở phía nam nước Pháp. Xã này nằm ở khu vực có độ cao 132-1008 mét trên mực nước biển. Dân số thời điểm năm 1999 là 417 người.